# サン・アグスティン

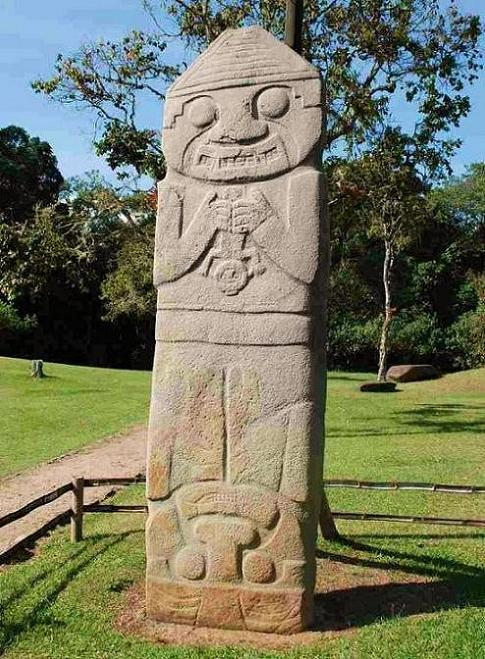
公園の石彫

サン・アグスティン遺跡群（San Agustín）は、コロンビアのマグダレナ川上流の標高1200mから2000mの山岳地帯に500km2の範囲にわたって点在する独特な石彫で知られる遺跡群。首都ボゴタからは南西約350kmに位置し、主な遺跡だけでも30ヶ所前後に達し、南米でも最大規模。この遺跡群の立地は、東方はカケタ川からアマゾン川へ、西方はパティア川から太平洋へ、北方は、マグダレナ川からカウカ川を経由してカリブ海へ抜ける交易の要衝ともいえる場所である。サン・アグスティン文化を築いた人々は、そのような交易やトウモロコシ栽培、果物など食用にするための植物採集によって生活の糧を確保していたと考えられる。

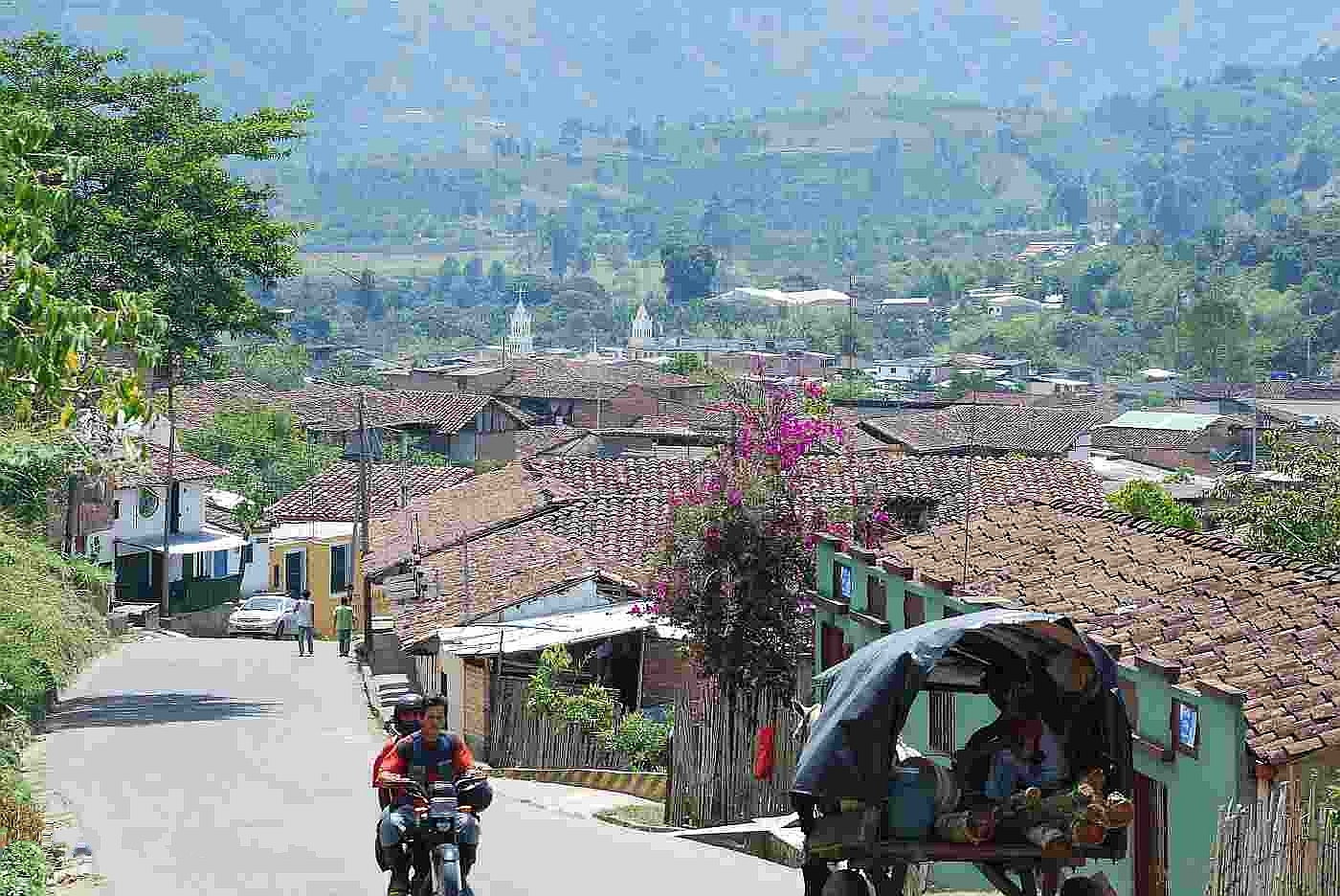
サン・アグスティンのあるウイラ県の風景

## 発見と研究略史
サン・アグスティンは、1757年にスペイン人修道士サンタ・ヒエルトゥディスが旅行記に記したことが最初の記録とされる。その間、エル・ドラドを求める好事家や一攫千金を求める山師のような人々によって遺跡は所々荒らされたようである。1913年から14年にかけてマグダレナ川流域を調査したドイツの人類学者、コンラード＝テオドール＝プロイス（Preuss,K.T.）によってサン・アグスティンの重要性が正当に評価されるようになり、1929年に報告書として公刊された。その後、1956年に『自然の驚異』という書物に大きく紹介されたり、シヌー文化の研究でも知られるライヘル・ドルマトフなど国内外の研究者たちによって現在に至るまで数多くの調査が行われている。

## 遺跡の時期、性格、埋葬の種類
サン・アグスティン遺跡群最古の遺物は、放射性炭素年代測定によると紀元前500年にさかのぼるものがあることが確認されているため、その時期から川沿いに集落を営んでいたと考えられる。5世紀ごろから8世紀ごろまで石彫を伴うマウンドや巨石を用いたドルメン状の小神殿を築くようになる。これらは墳墓や祖先崇拝に関連する遺構であることが明らかにされている。石彫を伴うマウンドは、古墳ともいうべき墳丘墓であり、直径25mに及ぶものや立派な石室を伴うものがみられる。また、死後の世界の長い旅をイメージしたと思われる長い羨道をもつ長方形の墳墓も見られる。高い地位の人物を葬った石棺には幾何学文様が刻まれ、しばしば故人の従者を模したと思われる石彫がそばに置かれている。石棺にも丸彫りの石棺と組み合わせ式の石棺がみられる。埋葬の形態や方法はこのような墳丘墓やドルメン状の巨石墓がある一方で土坑墓、甕棺墓がみられ、火葬や二次埋葬、集団埋葬などの墓も発見されている。これらの埋葬の形態の多様性は、社会的階層のちがいによると考えられている。

## 石彫の特徴

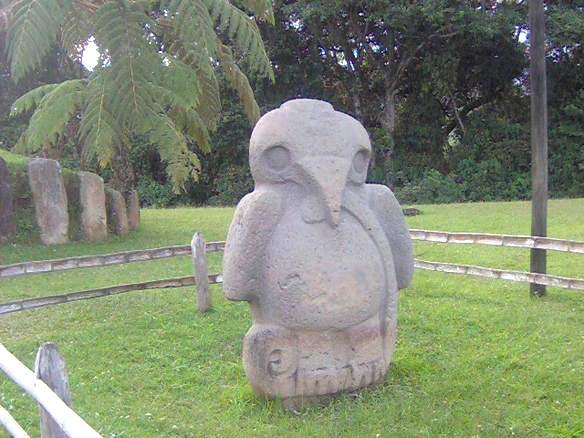
Mesita B地区の羨道墳の前にあるヘビを咥えたワシの石彫

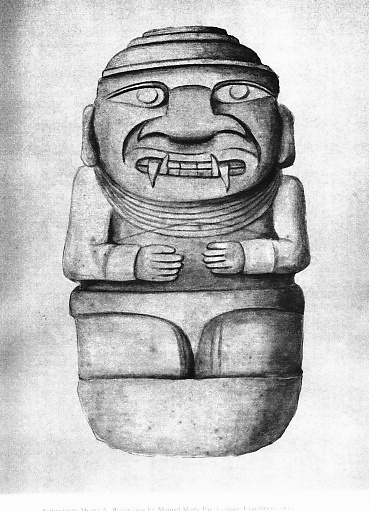
Manuel Maria Pazが1853年に描いたサン・アグスティンのMesita A地区西墓の主石彫のスケッチ

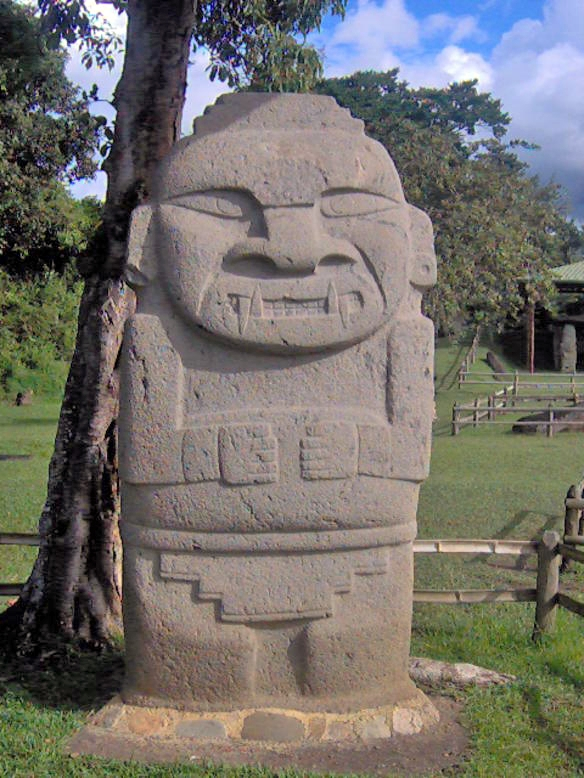
サン・アグスティン考古公園の石彫のひとつ

サン・アグスティン遺跡群の特徴は、なんといってもその独特な石彫に求められる。丸彫りや板状の石を用いた石彫は、ペルーを中心にアンデス地方一帯に影響を及ぼしたチャビン文化の石彫を思わせるようなネコ科動物的な神格をもった半人半獣の牙を生やした怪人像、神官や戦士を表すと見られる人物像、蛇、ワニ、トカゲ、カエル、サンショウウオ、猛禽類を刻んだ石彫が400個体近く確認されている。墓に伴うものは、天井石を支えるような形で主人を囲んで2体の従者のような組み合わせになっている。一方で、石彫の中には4～5mに達する巨大なものもみられる。小さなものと共通する特徴としては、頭部、顔、両手が丁寧に彫られているが下半身は比較的雑に造られているという傾向があることである。石彫の年代ごとの特徴は、三期に区分されると考えられ、前期と呼ばれる時期のものは、線が少なく、中期と呼ばれる時期になって本格的なレリーフの石彫が出現する。後期のものは、見てそれと分かるような特徴のある独特な石彫や石版が出現するぜ。

## 世界遺産登録
サン・アグスティン遺跡群のうち、サン・アグスティンの街の北西3.5kmに位置するサン・アグスティン考古公園とロス・イドロスの丘及びラス・ピエドラスの丘の遺跡群が1995年に下記の通り世界遺産として登録された。

### 登録基準
この世界遺産は世界遺産登録基準のうち、以下の条件を満たし、登録された（以下の基準は世界遺産センター公表の登録基準からの翻訳、引用である）。
- (3) 現存するまたは消滅した文化的伝統または文明の、唯一のまたは少なくとも稀な証拠。